# Merck (Familienname)
Merck ist ein deutscher Familienname.

## Namensträger
- Alex Merck (1956–2012), deutscher Fusionmusiker, Musikproduzent und Autor
- Andreas Merck (1595–1640), deutscher evangelischer Theologe und Pfarrer
- Carl Merck (Unternehmer) (1823–1885), deutscher Drogist und Unternehmer
- Carl von Merck (1843–1920), deutscher Unternehmer
- Carl Emanuel Merck (1862–1909), deutscher Unternehmer
- Carl Heinrich Merck (1761–1799), deutscher Naturforscher
- Carl Hermann Merck (1809–1880), deutscher Syndikus und Politiker
- Carl Hermann Jasper Merck (1843–1891), deutscher Jurist und Syndikus, Sohn von Carl Hermann Merck
- Daniel Merck (1650–1717), deutscher Violinist
- Dorothea Merck († 1579), Opfer der Hexenverfolgung in Waldshut
- Emanuel Merck (1794–1855), deutscher Apotheker und Unternehmer
- Emanuel August Merck (1855–1923), deutscher Chemiker und Unternehmer
- Ernes Merck (Rogalla von Bieberstein; 1898–1927), deutsche Rennfahrerin
- Ernst Merck (1811–1863), deutscher Unternehmer und Politiker
- Ernst Merck (Kreisdirektor) (1868–1936), deutscher Verwaltungsjurist, Kreisrat und Kreisdirektor in Hessen
- Friedrich Jacob Merck (1621–1678), deutscher Apotheker

- Georg Franz Merck (1825–1873), deutscher Chemiker und Unternehmer
- Georg Friedrich Merck (1647–1715), deutscher Apotheker
- George Friedrich Merck (1867–1926), geboren als Georg Merck, deutsch-US-amerikanischer Unternehmer und Gründer von Merck & Co.
- George Merck (Georg Merck; 1867–1926), deutschamerikanischer Industrieller
- George W. Merck (1894–1957), US-amerikanischer Unternehmer
- Heinrich Johann Merck (1770–1853), deutscher Politiker, Hamburger Senator und Pflanzenliebhaber
- Heidy Stangenberg-Merck (Heidy Merck, Adelheid Kannengießer; 1922–2014), deutsche Malerin
- Johann Merck (Pädagoge) (1577–1658), deutscher Pädagoge
- Johann Anton Merck (1756–1805), deutscher Apotheker
- Johann Christof Merck (vor 1695–nach 1726), deutscher Maler
- Johann Franz Merck (1687–1741), deutscher Apotheker
- Johann Heinrich Merck (1741–1791), deutscher Herausgeber und Redakteur
- Johann Justus Merck (1727–1758), deutscher Apotheker
- Johanna Merck (1733–1773), deutsche Lyrikerin
- Karl Merck (1886–1968), deutscher Industrieller
- Louis Merck (1854–1913), deutscher Industrieller
- Magnus Merck (?–1930), deutscher Unternehmer, Hoffotograf und Erfinder
- Mareille Merck (* 1996), deutsche Jazzmusikerin
- Marietta Merck (1895–1992), deutsche Malerin und Bildhauerin
- Paul Merck (1793–1849), französischer Entomologe
- Peter Merck (1927–2014), deutscher Unternehmer
- Renate Merck (1951–2024), deutsche Filmeditorin
- Wallace Merck, US-amerikanischer Schauspieler
- Walther Merck (1892–1964), deutscher Pädagoge, Direktor des UNESCO-Institut für Pädagogik
- Wilhelm Merck (Maler) (1782–1820), deutscher Maler
- Wilhelm Merck (Unternehmer) (1833–1899), deutscher Chemiker und Unternehmer
- Wilhelm Merck (Politiker) (1867–1929), deutscher Politiker (BVP)
- Willy Merck (1860–1932), deutscher Industrieller, Sohn von Georg Franz Merck